# Елі Жуніор Крупі
Елі Жуніор Ерік Анато́ль Раїнья Крупі́ (фр. Eli Junior Éric Anatole Rainha Kroupi; нар. 23 червня 2006, Лор'ян) — французький футболіст, півзахисник англійського клубу «Борнмут».

## Клубна кар'єра

### «Лор'ян»
Вихованець клубу «Лор'ян». Влітку 2022 року уклав з клубом свій перший професіональний контракт. Наприкінці сезону 2021–22 почав виступати за резервну команду в Насьйоналі 2.
3 червня 2023 року дебютував в основному складі «Лор'яна», вийшовши на заміну Ромену Февру в матчі французької Ліги 1 проти «Страсбура». Став наймолодшим (16 років, 11 місяців і 11 днів) гравцем в історії «Лор'яна», побивши попередній рекорд, що належав Маттео Гендузі (17 років, 6 місяців і 1 день).
20 серпня у матчі проти «Ніцци» віддав свою перший результативну передачу у Лізі 1. У поєдинку чемпіонату проти «Монако» вперше вийшов у стартовому складі «Лор'яна», зробивши другий гольовий пас у сезоні. 23 вересня року забив свій перший гол за «Лор'ян» в поєдинку проти «Нанта», ставши наймолодшим (17 років і 92 дні) бомбардиром в історії клубу в чемпіонаті Франції, перевершивши досягнення Андре Аю (18 років і 285 днів проти «Сошо» у 2008 році). Також він став наймолодшим автором голу в поточному сезоні та 9-м в історії Ліги 1 в 21 столітті. 8 жовтня в матчі чемпіонату проти «Ліона» відзначився дублем. Таким чином став 3-м наймолодшим (17 років і 107 днів) автором дубля в історії чемпіонату Франції (з сезону 1947–48) після Бернара Зеньє (17 років і 23 днів проти «Нанта» у вересні 1974) і Мішеля Марготтена (16 років і 328 днів проти «Гавра» у квітні 1961).
11 жовтня 2023 року англійська газета The Guardian назвала його одним з 60-ти найкращих футболістів світу 2006 року народження. Всього в сезоні 2023-24 забив 5 м'ячів у 35 матчах за клуб, який у підсумку вибув з еліти.
19 серпня 2024 року в матчі проти «Мартіга» дебютував у Лізі 2. 24 серпня того ж року забив свій перший гол у Лізі 2 в поєдинку проти «Гренобля». З 22 м'ячами став найкращим бомбардиром Ліги 2 в сезоні 2024–25, допомігши «Лор'яну» виграти чемпіонат і повернутись до еліти. Окрім цього двічі обирався гравцем місяця Ліги 2 (за січень та березень), і в підсумку був визнаний найкращим гравцем сезону, а також увійшов до команди сезону Ліги 2.

### «Борнмут»
3 лютого 2025 року перейшов в англійський «Борнмут», підписавши контракт на 5,5 років. Втім залишок сезону 2024–25 проведе в «Лор'яні» на правах оренди. Сума трансферу становила 12 млн фунтів стерлінгів. 15 серпня 2025 року дебютував за нову команду в матчі англійської Прем'єр-ліги проти «Ліверпуля», вийшовши на заміну Тайлеру Адамсу.

## Кар'єра в збірній
Виступав за збірні Франції до 16, до 17, до 18 і до 19 років. В липні 2024 року потрапив в заявку збірної до 19 років на юнацький чемпіонат Європи в Північній Ірландії. На турнірі зіграв 4 матчі, а його команда дійшла до фіналу, де поступилась одноліткам з Іспанії.

## Особисте життя
Син колишнього івуарійського футболіста Елі Крупі, відомого виступапами за «Лор'ян».

## Статистика виступів
Станом на 15 серпня 2025 
| Клуб              | Сезон             | Чемпіонат         | Чемпіонат | Чемпіонат | Кубок | Кубок | Кубок ліги | Кубок ліги | Єврокубки | Єврокубки | Інші  | Інші | Всього | Всього |
| Клуб              | Сезон             | Дивізіон          | Матчі     | Голи      | Матчі | Голи  | Матчі      | Голи       | Матчі     | Голи      | Матчі | Голи | Матчі  | Голи   |
| ----------------- | ----------------- | ----------------- | --------- | --------- | ----- | ----- | ---------- | ---------- | --------- | --------- | ----- | ---- | ------ | ------ |
| Лор'ян Б          | 2021–22           | Насьйональ 2      | 3         | 2         | —     | —     | —          | —          | —         | —         | —     | —    | 3      | 2      |
| Лор'ян Б          | 2022–23           | Насьйональ 2      | 15        | 7         | —     | —     | —          | —          | —         | —         | —     | —    | 15     | 7      |
| Лор'ян Б          | Всього            | Всього            | 18        | 9         | 0     | 0     | 0          | 0          | 0         | 0         | 0     | 0    | 18     | 9      |
| Лор'ян            | 2022–23           | Ліга 1            | 1         | 0         | 0     | 0     | —          | —          | —         | —         | —     | —    | 1      | 0      |
| Лор'ян            | 2023–24           | Ліга 1            | 30        | 5         | 1     | 0     | —          | —          | —         | —         | —     | —    | 31     | 5      |
| Лор'ян            | 2024–25           | Ліга 2            | 30        | 22        | 2     | 1     | —          | —          | —         | —         | —     | —    | 32     | 23     |
| Лор'ян            | Всього            | Всього            | 61        | 27        | 3     | 1     | 0          | 0          | 0         | 0         | 0     | 0    | 64     | 28     |
| Борнмут           | 2025–26           | Прем'єр-ліга      | 1         | 0         | 0     | 0     | 0          | 0          | —         | —         | —     | —    | 1      | 0      |
| Всього за кар'єру | Всього за кар'єру | Всього за кар'єру | 81        | 36        | 3     | 1     | 0          | 0          | 0         | 0         | 0     | 0    | 83     | 37     |

1. ↑  Кубок Франції

## Досягнення
«Лор'ян»
- Переможець Ліги 2: 2024–25[35]

Збірна Франції (до 19)
- Срібний призер юнацького чемпіонату Європи (до 19): 2024[36]

Особисті досягнення
- Найкращий бомбардир Ліги 2: 2024–25 (22 голи)[37]
- Найкращий гравець сезону Ліги 2: 2024–25[38]
- Команда сезону Ліги 2: 2024–25[39]
- Гравець місяця Ліги 2 (2): січень 2025[40], березень 2025[41]